# إذاعة متيجة
إذاعة متيجة هي إذاعة محلية بولاية الجزائر و ضواحيها الجزائرية تبث برامجها باللغة العربية على موجة أف أم 94.70. بدأت بثها بتاريخ 8 ماي 1991

## وصلات خارجية
- قائمة الإذاعات المحلية بالجزائر
- معلومات حول لإذاعة متيجة
- شبكة الإذاعات الجهوية

قالب:إذاعات جزائرية